# Sumatori de Gauss
En matemàtiques, i més precisament en aritmètica modular, el sumatori de Gauss és un nombre complex.
El sumatori de Gauss fa servir les eines de l'anàlisi harmònica sobre un grup abelià finit sobre el cos finit Z/pZ on p designa un nombre prevaler senar i Z el conjunt dels enters.
Va ser introduït pel matemàtic Carl Friedrich Gauß (1777 - 1855) que el va fer servir en els seus Disquisitiones arithmeticae, aparegudes el 1801.
Es fan servir per establir la teoria dels polinomis ciclotòmics i tenen nombroses aplicacions. Es pot citar per exemple una demostració de la llei de reciprocitat quadràtica.

## Definició
En aquest article, p designa un nombre primera senar, Fp el Cos finit isomorf a Z/pZ, Fp* el seu grup multiplicatiu (és a dir el mateix conjunt excepte 0, amb l'estructura de grup donada per la multiplicació) i ω designa una arrel primitiva p-èsima de la unitat, el caràcter ψm designa el que, a 1F associa ωm.
- Sigui ψ un caràcter del grup additiu (Fp, +) i χ un caràcter del grup multiplicatiu (Fp*,.), llavors el sumatori de Gauss associat a χ i ψ és el nombre complex, aquí notat G(χ, ψ) definit per:

Per motius de simplicitat, χ i ψ també es consideren com a funcions definides sobre Z l'anell dels enters, amb la convenció següent:
en Termes de transformada de Fourier, es pot considerar l'aplicació que a χ associa {\displaystyle \scriptstyle {G(\chi ,{\bar {\psi }})}} com la transformada de Fourier del prolongament de χ a Fp per la igualtat χ(0) = 0 al grup additiu del cos i l'aplicació que a ψ associa {\displaystyle \scriptstyle {G({\bar {\chi }},\psi )}} com la transformada de Fourier de la restricció de ψ a Fp* en el grup multiplicatiu del cos.

## Propietats
L'anàlisi harmònica permet nombrosos càlculs sobre els sumatoris de Gauss, aquest paràgraf proposa alguns exemples.
- Si m és un enter primer amb p, llavors es verifica la igualtat següent:

Aquí Z designa el conjunt dels naturals i si z és un nombre complex {\displaystyle \scriptstyle {\bar {z}}} designa el seu conjugat.
- Si χ ' ψ són dos caràcters diferents del caràcter constant igual a u, llavors es verifica la igualtat següent:

Aquesta propietat compleix el corol·lari següent:
-  Si μ designa el caràcter multiplicatiu igual a 1 sobre els quadrats de Fp* i -1 si no, llavors es verifica la igualtat següent:

En aquest article, (-1/p) designa el símbol de Legendre.

## Aplicacions

### Suma quadràtica de Gauss
L'exemple històric, publicat per Gauss el 1801 és el següent:
-  Si τp és wl sumatori definit a la línia següent, llavors τp² és igual a (-1/p).p. 

### Llei de reciprocitat quadràtica
La llei s'expressa de la manera següent si q és un nombre primera senar diferent de p:
Es demostra amb l'ajuda del sumatori quadràtic de Gauss i de les propietats de les sumes.